# 3222 Liller
3222 Liller eller 1983 NJ är en asteroid i huvudbältet som upptäcktes den 10 juli 1983 av den amerikanske astronomen Edward L.G. Bowell vid Anderson Mesa Station. Den är uppkallad efter den amerikanske astronomen William Liller.
Asteroiden har en diameter på ungefär 34 kilometer.